# شیر غران
شیر غُرّان یا خروشان یک پرتره عکاسی سیاه و سفید از وینستون چرچیل در ۶۷ سالگی وی به عنوان نخست‌وزیر بریتانیا است. این پرتره در سال ۱۹۴۱ توسط یوسف کارش، عکاس ارمنی-کانادایی در بلوک مرکزی پارلمان هیل در اتاوا، انتاریو، کانادا گرفته شد.

## شرح
چرچیل به‌ویژه به خاطر حالت و حالت چهره‌اش، شبیه به احساسات و پافشاری در برابر دشمنی که همه چیز را تسخیر می‌کند، مورد توجه قرار می‌گیرد. جلسه عکاسی فقط دو دقیقه طول کشید. کارش از نخست‌وزیر خواست سیگارش را زمین بگذارد، زیرا دود با تصویر تداخل پیدا می‌کند. چرچیل نپذیرفت، بنابراین درست قبل از گرفتن عکس، کارش به سرعت به سمت نخست‌وزیر حرکت کرد و در حالی که سیگار را از دهان سوژه خود می‌کشید، گفت: «من را ببخشید، قربان». کارش گفت: زمانی که به دوربین برگشتم، او آنقدر جنگ طلب به نظر می‌رسید که می‌توانست مرا ببلعد.
اخم او را با «نور شدیدی که گویی در حال مقابله با دشمن است» مقایسه کرده‌اند.
پس از گرفتن عکس، چرچیل اظهار داشت: «شما حتی می‌توانید یک شیر غران را برای عکاسی ثابت نگه دارید» و به این ترتیب نام برجسته خود را به این عکس داد.
تصویر به دست آمده - یکی از نمادین‌ترین پرتره‌های قرن بیستم - به‌طور مؤثر کارش را در سطح بین‌المللی شهره کرد.